# Acropolitis canigerana
Acropolitis canigerana es una especie de polilla del género Acropolitis, tribu Archipini, subfamilia Tortricinae.

## Distribución
Se distribuye por Australia.

## Taxonomía
Fue descrita por Walker en 1863 y publicada en List of the Specimens of Lepidopterous Insects in the Collection of the British Museum 28: 301.